# Mohammed bin Zayed Al Nahyan
Mohammed bin Zayed Al Nahyan (Arabisch: محمد بن زايد بن سلطان آل نهيان) (Al Ain, 11 maart 1961), vaak MbZ genoemd, is sinds 14 mei 2022 president van de Verenigde Arabische Emiraten en emir van Abu Dhabi.

## Biografie
Mohammed Al Nahyan werd geboren als derde zoon van Zayid bin Sultan al Nuhayyan en de eerste van diens derde vrouw, Fatima bint Mubarak Al Ketbi. Mohammed is een getrainde helikopterpiloot die is opgeleid aan de Britse Koninklijke Militaire Academie Sandhurst.
In november 2003 werd Mohammed door zijn vader aangesteld als plaatsvervangend kroonprins van Abu Dhabi. Na de dood van zijn vader werd hij op 2 november 2004 kroonprins. Sinds december 2004 is hij voorzitter van de Uitvoerende Raad van het emiraat Abu Dhabi en daarnaast is hij lid van de Hoge Petroleumraad. Ook werd hij speciale adviseur voor de president van de Verenigde Arabische Emiraten, zijn oudere broer Khalifa bin Zayed Al Nahayan.
Andere functies zijn het voorzitterschap van het Abu Dhabi Council for Economic Development, de Mubadala Development Company, de Abu Dhabi Investment Authority en het Abu Dhabi Education Council.
Direct na het overlijden van Khalifa werd Mohammed emir van Abu Dhabi. Een dag later werd Mohammed unaniem gekozen tot de nieuwe president van de Verenigde Arabische Emiraten, waarmee hij de derde president van de Emiraten werd sinds het land in 1971 onafhankelijk werd van Groot-Brittannië.
Emmanuel (Andorra) · Joan Enric (Andorra) · Hamad (Bahrein) · Filip (België) · Jigme Khesar Namgyel Wangchuck  (Bhutan) · Hassanal Bolkiah (Brunei) · Norodom Sihamoni (Cambodja) · Charles III (Commonwealth realms) · Frederik X (Denemarken) · Naruhito (Japan) · Abdoellah II (Jordanië) · Meshaal (Koeweit) · Letsie III (Lesotho) · Hans Adam II (Liechtenstein) · Henri (Luxemburg) · Mohammed VI (Marokko) · Albert II (Monaco) · Willem-Alexander (Nederland) · Harald V (Noorwegen) · Haitham (Oman) · Tamim (Qatar) · Salman (Saoedi-Arabië) · Felipe VI (Spanje) · Mswati III (Swaziland) · Rama X (Thailand) · Tupou VI (Tonga) · Mohammed (Verenigde Arabische Emiraten) · Leo XIV (Vaticaan) · Carl Gustaf XVI (Zweden)